# Alexandro Demetriou
Alexandro Demetriou (* 1973 in Ludwigsburg) ist ein deutscher Powerlifter und Unternehmer. Als mehrfacher deutscher Meister (zuletzt auch 2025) und zweifacher Weltmeister im Bankdrücken (2022 und 2024) tritt er sowohl in der Masters 50+ Kategorie als auch in der Open Class an.

## Leben
Demetriou begann seine sportliche Laufbahn vergleichsweise spät. Er erreichte von 2022 bis 2025 vier Titel in Folge als Deutscher Meister im Powerlifting RAW.

### Karriere im RAW-Powerlifting
- Gewichtsklasse: bis 75 kg
- Wettkampfklassen: Masters 50–54 und Open Class
- Disziplin: Klassisches RAW-Powerlifting (ohne Hebeanzug, ohne Bandagen)

Bestleistungen (RAW, bis 75 kg)
- Kniebeugen: 160 kg
- Bankdrücken: 155 kg[1]
- Kreuzheben: 206 kg[1]

Total: 521 kg
Die Werte basieren auf offiziellen Wettkämpfen der German Powerlifting Union und internationalen Verbände.

### Internationale Erfolge im Bankdrücken
Weltmeistertitel im Bankdrücken (RAW):
- 2022 – IPL World Cup in Berlin (Deutschland)[2][1]
- 2024 – IPL World Championships in Athen (Griechenland)[3][1]

### GPU-Rekorde und Leistungen (2024)
Bei der Deutschen Meisterschaft 2024 der German Powerlifting Union (GPU) stellte Alexandro Demetriou folgende offizielle Wettkampfleistungen auf – gültig sowohl in der Open Class als auch der Masters 50–54:
- Kniebeugen: 150 kg
- Bankdrücken: 155 kg
- Kreuzheben: 206 kg

Total: 511 kg
Doppeltitel in beiden Klassen (Open & Masters). Diese Leistungen machten ihn zum zweifachen Deutschen Meister 2024 bei der GPU.

### 2025 – Auf dem Weg zu Mr. Olympia
Im Mai 2025 trat Demetriou bei der Deutschen Meisterschaft Demitz-Thumitz bei Dresden an, um sich für den internationalen Mr. Olympia Powerlifting-Wettbewerb in Las Vegas zu qualifizieren.

### Unternehmerische Tätigkeit
Demetriou ist Inhaber eines Hotels in Ludwigsburg.